# Pleotrichophorus chrysanthemi
Pleotrichophorus chrysanthemi är en insektsart som först beskrevs av Theobald 1920.  Pleotrichophorus chrysanthemi ingår i släktet Pleotrichophorus och familjen långrörsbladlöss. Inga underarter finns listade i Catalogue of Life.